# Michel Martin Drolling
Michel Martin Drolling, eller Drölling, även kallad Drolling le fils, född den 7 mars 1789 i Paris, död där den 9 januari 1851, var en fransk målare. Han var son till Martin Drolling.
Drolling var först elev till sin far, från 1806 till Jacques-Louis David. Han var mångsidigt verksam, som porträtt-, genre- och historiemålare. År 1837 invaldes han som ledamot i Académie des beaux-arts. Bland hans verk märks plafonder i Louvren, kyrkotavlor (Kristus bland de skriftlärde i Notre-Dame-de-Lorette) med mera.